# 乌兰哈页苏木
乌兰哈页苏木，是中国内蒙古自治区乌兰察布市察哈尔右翼中旗下辖的一个乡镇级行政单位。

## 行政区划
乌兰哈页苏木共辖以下地区：
那日嘎查、乌兰嘎查、察汉嘎查、巴日嘎查、阳湾子村、苏力图村、七苏木村、千二营村、白银村、宿尼村、大珠莫太村、金盆村、羊场沟村、点红岱村。